# Трубицино (муниципальный округ Егорьевск)
Трубицино — деревня в муниципальном округе Егорьевск Московской области России.

## География
Расположено в 8 километрах к северо-востоку от города Егорьевск, на правой стороне реки Любловка.

## История
Упоминается с 1577 года в составе Крутинской волости Коломенского уезда в поместье за Анастасией Борисовой (Бахтеяровой) и её сыном Неустроем как деревня Огофоново.
В 1627 года в деревне Огофоново, Трубицыно то ж был двор помещиков и двор крестьянский, который обрабатывал 10 четей пашни и косил 50 копен сена. В дальнейшем деревня принадлежала Брюхатым, Кудрявым и Селецким. В ходе губернской реформы Екатерины II включено в состав Егорьевского уезда Рязанской губернии. После отмены крепостного права в д. Трубицыне Бережковской волости было 14 дворов при 82 жителях. Из них 9 мужчин уходили в отход как кровельщики, изготовители железных труб и прочих железоскобяных изделий.
В начале 1930-х гг. в деревне, находившейся в составе Лаптевского сельского совета, организован колхоз, который позднее был присоединен к Василевскому колхозу им. Кирова. Во время Великой Отечественной войны 4 уроженца деревни погибли и пропали без вести.

## Демография
Население — 23 человек (2010).
| 1859 | 1868 | 1885 | 1905 | 1926 | 2002 | 2006 |
| ---- | ---- | ---- | ---- | ---- | ---- | ---- |
| 58   | ↘50  | ↗82  | ↗132 | ↘63  | ↘18  | ↗24  |
| 2010 |      |      |      |      |      |      |
| ↘23  |      |      |      |      |      |      |

## Фотографии

Фотографии
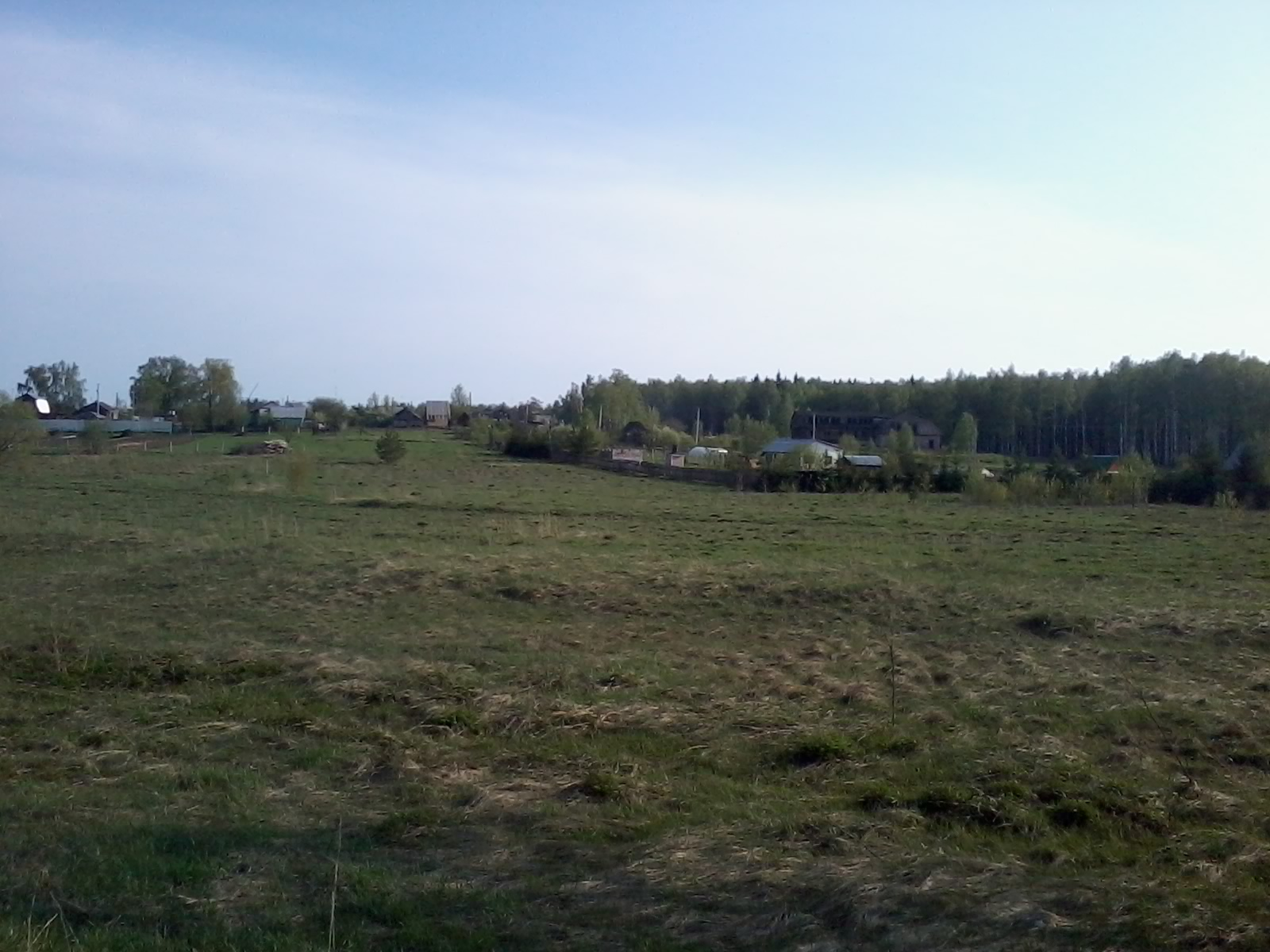
Общий вид на деревню
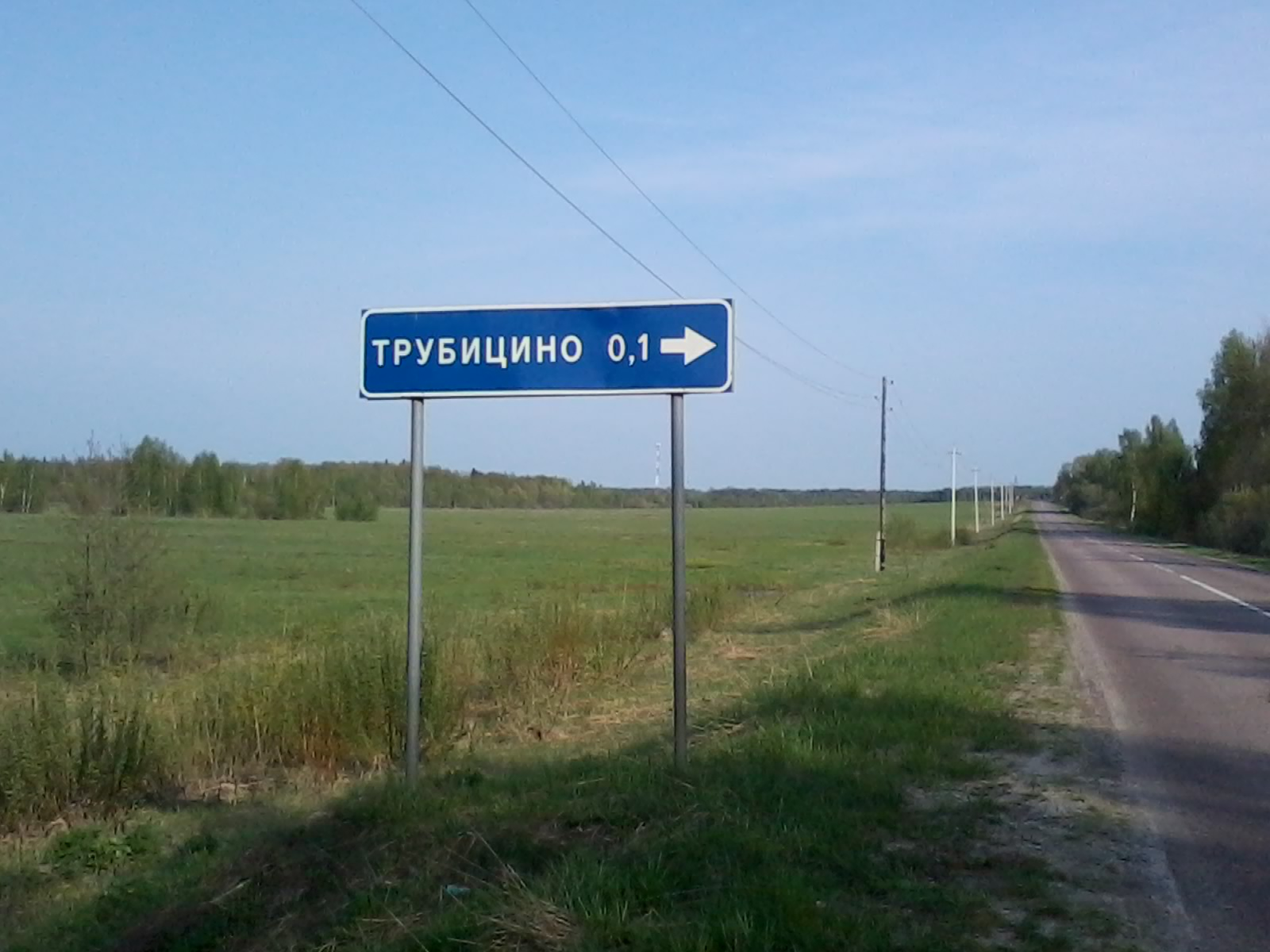
Указатель на деревню